# New Catalogue of Suspected Variable Stars
El New Catalogue of Suspected Variable Stars (denominació en anglès del Nou Catàleg de Presumibles Estrelles Variables) és un catàleg estel·lar que conté 14.811 estels; aquests estels, encara que hom pensa que poden ser variables, no van rebre denominació d'estels variables abans de 1980. Les dades del catàleg inclouen posicions, magnituds, tipus de variabilitat, designacions alternatives i referències bibliogràfiques. El catàleg va ser publicat en 1982 i un suplement posterior, incloent 11.206 estels més, es va publicar en 1998.
Els estels es designen de la forma NSV nnnnn; nnnnn és un nombre entre 1 i 26.206. Així, 109 Virginis rep la designació NSV 6794, Praecipua (46 LMi) és NSV 4999 i 1 Centauri és NSV 19951.